# Бабич (сорт винограду)
Бабич (хорв. Babić, Babica, Babičević, Pažanin, Roguljanac, Šibenčanac) — хорватський сорт червоного винограду, який використовується для виробництва червоних вин, характерний для областей північної Далмації. Основним місцем вирощування винограду є округи міст Шибеник і Примоштен, також зустрічається на деяких хорватських островах, таких як Корчула Офіційно внесений до списку національних сортів Хорватії (НН 159/04).

## Історія
Як і історія багатьох інших видів Хорватського винограду історія винограду Бабич є практично невідомою. Єдиним достовірним фактом є те, що він активно вирощується в північній Далмації протягом сотень років. За однією з теорій, Бабич є локалізованим клоном сорту винограду Dobričić. Інша теорія припускає, що сорт бабич пов'язаний через батьківсько-потомствені відносини з сортом Dobričić. Більше достовірної інформації може з'явиться після генетичного дослідження.

## Характеристики
Вино, виготовлене з цього винограду темне і насичене. Воно, як правило, має збалансований вміст танінів і алкоголю. Вино з більш дорогих варіантів сортів винограду підходить для тривалої витримки. Вина, які зазвичай вважаються класом вище, зроблені з винограду, що росте на історичних кам'яних терасах, що оточують Прімоштен.

## Синоніми
З урахуванням великого поширення цього сорту винограду на узбережжі Хорватії, виникла велика кількість використовуваних синонімів назви (хорв. Babic Crni, Babic Mali, Babic Pivati, Babic Pluskavi, Babic Veliki, Babica, Babica Crni, Babica Gresljivka Crni, Babica Mala, Babica Vela, Babica Velika, Babicevic, Babicevica, Babinka Vela, Babić, Babičević, Babytch, Crnac Rani, Grastavac, Gresljivka, Pazanin, Pažanin, Rogoznicanin, Roguljanac, Roguljanak, Sibencanac, Šibenčanac).